# Dendropsophus aperomeus
Dendropsophus aperomeus és una espècie de granota que viu al Perú.